# Christian Haardt

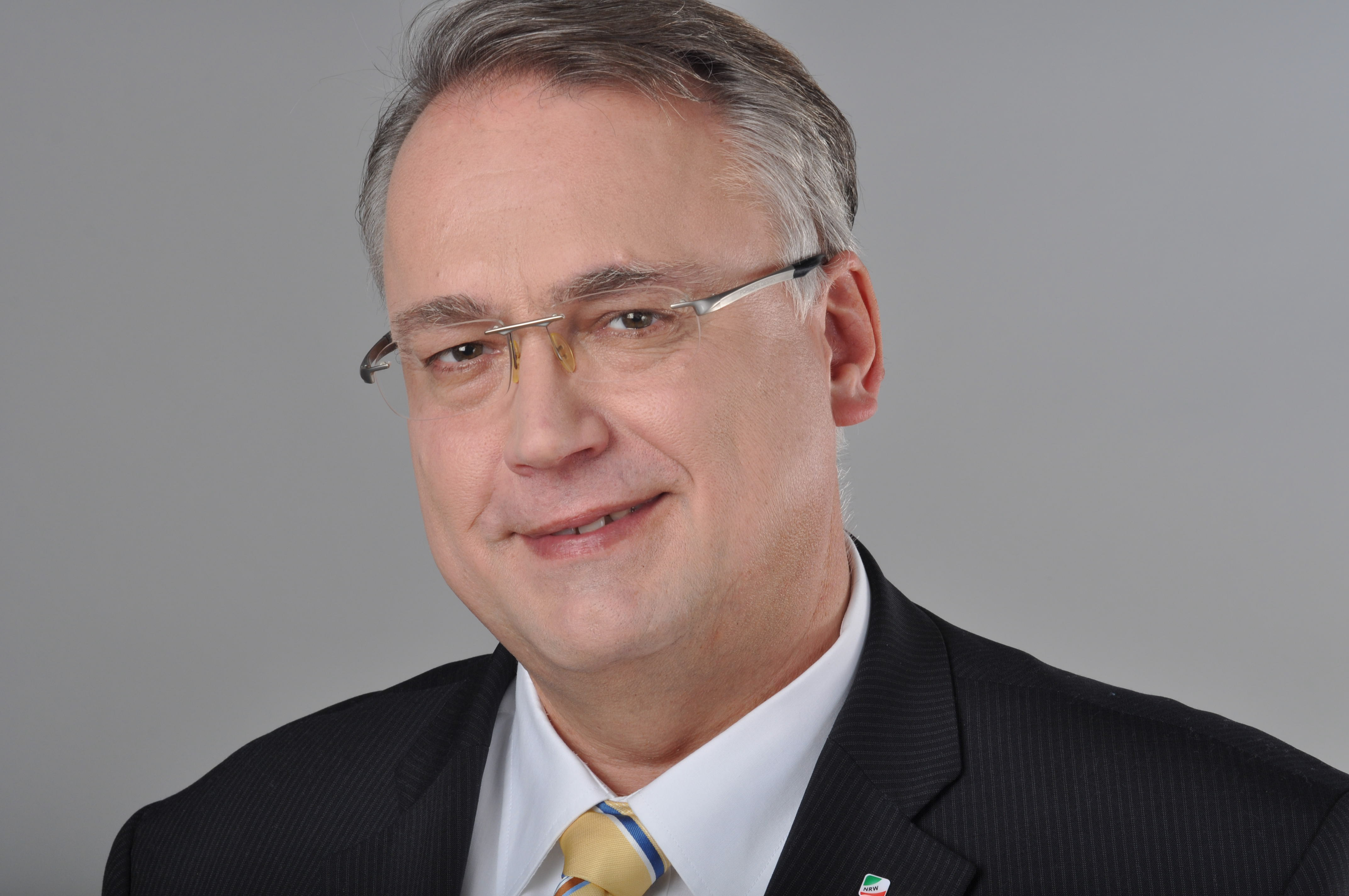
Christian Haardt (2013)

Christian Haardt (* 13. Juli 1965 in Bochum) ist ein deutscher Politiker (CDU) und Rechtsanwalt. Haardt war Abgeordneter im Landtag von Nordrhein-Westfalen.

## Leben
Christian Haardt wuchs in Bochum auf und legte 1984 sein Abitur an der Graf-Engelbert-Schule Bochum ab. Nach dem Wehrdienst begann er ein Studium der Rechtswissenschaften an der Ruhr-Universität Bochum. Nachdem er 1991 das erste und 1994 das zweite Staatsexamen abgeschlossen hatte, wurde er 1995 als Rechtsanwalt zugelassen. Haardt spezialisierte sich auf Arbeitsrecht.

## Politik

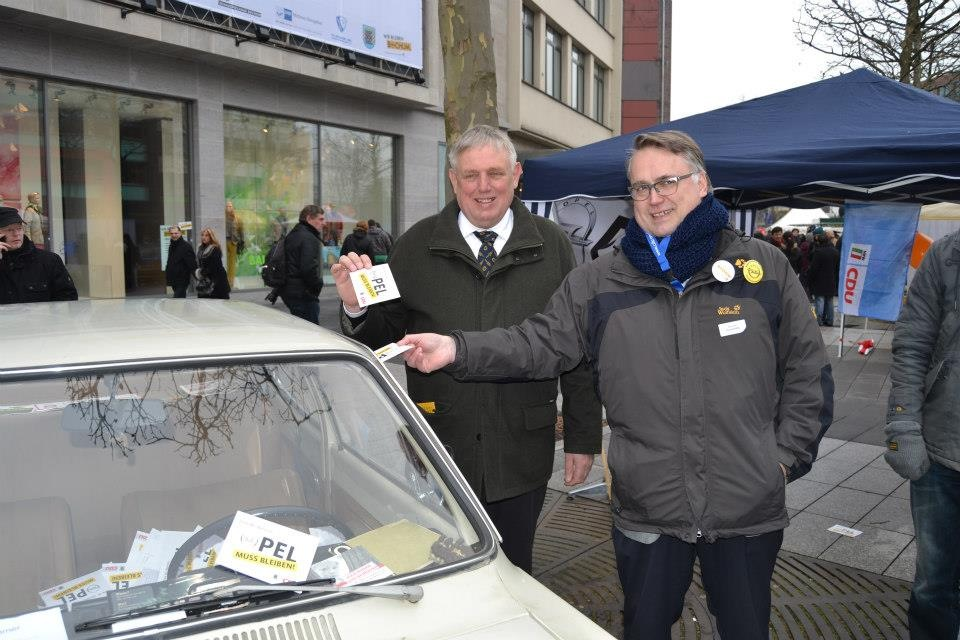
Christian Haardt und Karl-Josef Laumann am Stand der CDU Bochum beim OPEL Solidaritätsfest am 3. März 2013

Haardt trat bei den Landtagswahlen in Nordrhein-Westfalen 2010 und 2012 als Direktkandidat der CDU im Landtagswahlkreis Bochum II an. Dabei erhielt er 2010 29,2 % und 2012 23,3 % der Erststimmen. Im Zuge des Verzichts Norbert Röttgens auf sein Landtagsmandat rückte Haardt am 31. Mai 2012 in den Landtag von Nordrhein-Westfalen ein. Haardt war Mitglied im Ausschuss für Innovation, Wissenschaft und Forschung und im Rechtsausschuss, sowie Mitglied der Vollzugskommission im Rechtsausschuss und Mitglied des Parlamentarischen Untersuchungsausschusses zu Bauvorhaben unter Leitung des Bau- und Liegenschaftsbetriebes NRW.
Auf dem 85. Kreisparteitag des CDU-Kreisverbandes Bochum am 23. Februar 2013 wurde Haardt zum neuen Kreisvorsitzenden gewählt.
Bei der Bundestagswahl 2017 kandidierte Christian Haardt als Nachfolger von Norbert Lammert als Direktkandidat der CDU im Bundestagswahlkreis Bochum I.